# Marit Mathiesen
Marit Mathiesen (Svolvær, 5 agosto 1956) è una cantante norvegese.

## Biografia
Nata nel principale centro delle isole Lofoten, all'età di undici anni Marit Mathiesen si è trasferita a Tromsø, dove negli anni '70 ha cantato nei gruppi Småfolk e Ny Von. Il suo album di debutto, Tenk om, è uscito nel 1980 e ha raggiunto la 21ª posizione della classifica norvegese. È stato seguito l'anno successivo da Marit Mathiesen med Parfyme, che si è fermato al 29º posto.

## Discografia

### Album
- 1980 – Tenk om
- 1981 – Marit Mathiesen med Parfyme
- 1984 – Gale hjerte
- 1992 – Speilets tale
- 2001 – 11 sanger til Marit Mathiesen

### Singoli
- 1980 – Tenk om
- 1984 – Søstra mi